# Кнапп, Альберт
Альберт Кнапп (нем. Albert Knapp; 25 июля 1798, Тюбинген — 18 июня 1864, Штутгарт) — немецкий поэт.
Известен преимущественно как автор религиозных стихотворений, в которых стремился возродить безыскусственность и задушевность древних церковных песен, чему однако в значительной степени мешал его пиетизм. Необходимо отметить, что художественная форма стихотворений ему вполне удалась. Его эпические произведения: «Die Hohenstaufen» (1839) и «Bilder der Vorwelt» (1862) имели небольшой успех. Он опубликовал также «Christliche Gedichte» (3-е изд., 1843), «Neuere Gedichte» (1834), «Gedichte, neueste Folge» (1843), «Evangel. Liederschatz f. Kirche und Haus» и др.